# Bartići
Bartići is een plaats in de gemeente Labin in de Kroatische provincie Istrië. De plaats telt 79 inwoners (2001).